# ジャスティ・チェラミスワル
ジャスティ・チェラミスワル（英：Jasti Chelameswar、1953年6月23日 - ）は、インドの元最高裁判所判事。2007年から2010年にかけてガウハティ高等裁判所、2010年から2011年にかけてケララ高等裁判所の所長を務め、2011年最高裁判所判事。2018年6月22日、2番目に年長の最高裁判所の判事として退官した。2018年1月、記者会見の場で、当時最高裁判所長官であったディパック・ミスラによる司法運営を批判した4人の裁判官のうちの一人でもある。テルグ人。

## 生い立ち
チェラミスワルは、アーンドラ・プラデーシュ州クリシュナ県モヴァ郡のペッダムッテヴィ村で、地方裁判所の弁護士を務めていたジャスティ・ラクシュミナラーヤナとその妻アンナプールナンマの下に生まれた。マチリーパトナムで普通教育を修了した後、チェンナイのロヨラ大学に入学し、物理学を専攻して理学士の学位を取得した。その後法学を学び、1976年にヴィシャーカパトナムのアーンドラ大学で法学士の学位を取得した。

## 判事としての経歴
チェラミスワルはアーンドラ・プラデーシュ高等裁判所で判事補を務めた後、2007年にガウハティ高等裁判所の所長に就任。2010年にケララ高等裁判所の所長に転任した後、2011年よりインド最高裁判所の判事に昇進した。
エコノミック・タイムズの論説によれば、
チェラミスワルはかつては政府付きの弁護士だったが、1997年にアーンドラ・プラデーシュ高等裁判所の判事補に任命された。彼はガウハティおよびケララ両高等裁判所で所長を務めているが、そこでの環境部門における仕事は模範的なものであったと評価されている。そして満を持してようやく2011年に最高裁判所の判事に任命されたが、この時点ですでに彼が最高裁判所長官になることは不可能となっていた。彼は在官中に画期的な判決をいくつか下した。
という。

## 主な下した判決

### 言論の自由を巡る判決
チェラミスワルとロヒントン・ファリ・ナリマンの両判事は、「迷惑や不便を引き起こす」ような電子メールやその他電子メッセージを送信したとして告発された者を拘束する権限を警察に与えるという法律を、無効とした。両判事は、そのような犯罪を犯した者を最高で懲役3年に処すると定めたインド情報技術法第66条のAは違憲であると判断した。彼らは、同法の当該条項は、「制限が無く、定義が定められておらず、不明瞭」であり、本質的に恣意的なものになっていると指摘し、さらに「ある人にとって不快なものでも、別の人にとって不快とは限らない。ある人に対し迷惑や不便を引き起こすものは、他の人にそれらを引き起こすとは限らないだろう。」と述べた。
判決の中で、両判事は、「議論」「唱道」そして「扇動」とは、それぞれ区別しなければならないとした。いかなる議論や唱道行為も、たとえ受容性が低くても、これを通常は制限することはできず、これらが公共に混乱を招いたり、国家の安全に危害を与えるような「扇動」のレベルにまで達した時にのみ、初めて制限ができると言った。
この判決は、インドの憲法における寛容の精神と言論の自由の規定を擁護するものとして歓迎された。この判決により無効となったこの法律は、多くの人々が一見何の問題も無いはずの理由で拘束され始めていることを受けて悪名が高まったと指摘されている。

### アーダール・カードを巡る裁定
チェラミスワル、シャラド・アルビンド・ボブデ、そしてチョッカリンガム・ナガパンの3判事は、過去の最高裁判所の裁定を追認し、アーダール・カードを持たないインド国民であっても、政府のサービスや支援金を受ける権利を剥奪されないことを明確化した。しかし、この裁定は、その後の最高裁の裁定と、サービスと支援金の受給にアーダール登録を義務付けるという政府の通知によって無効となった。

### 国家司法任命委員会を巡る意見
2015年、最高裁判所の判事の中で、インド最高裁判所と下級裁判所の裁判官を合議制で決定することを廃止する国家司法任命委員会（NJAC）制度に対する反対意見が出るなかで、チェラミスワルはひとりこれを支持し、合議制の制度を「縁故主義と変わらない」ものだとし、さらにそれは「凡庸さかそれ以下のもの」を促進し、「体質的な混乱」を招き得ると述べた。